# 1995 US
1995 US är en asteroid i huvudbältet som upptäcktes 19 oktober 1995 av den amerikanske astronomen Timothy B. Spahr vid Catalina Station.
Asteroiden har en diameter på ungefär 14 kilometer.